# Öffentliche Meinung
Öffentliche Meinung (Lehnübersetzung von französisch opinion publique) bezeichnet in der Publizistik meist die in einer Gesellschaft insgesamt vorherrschenden Urteile zu Sachverhalten und den damit verbundenen Konformitätsdruck. Sie wird von der Meinung jedes Einzelnen, auch von der Summe aller Einzelmeinungen (vgl. Demoskopie), und von der Meinung der Regierung unterschieden, steht aber in Interdependenz zu ihnen. Der Sachverhalt ist in allen Kulturen und Zeiten feststellbar. Der Begriff ist seit der Antike nachweisbar, gewann aber vor allem in Europa seit der Aufklärung an politischer Bedeutung und wissenschaftlichem Interesse. Eine allgemein akzeptierte Definition gibt es nicht; so finden sich in ähnlicher, aber nicht synonymer Bedeutung die Begriffe allgemeine Meinung, Bevölkerungsmeinung, Urteil der Öffentlichkeit. Häufig wird die öffentliche Meinung von der veröffentlichten Meinung unterschieden und von der Mehrheitsmeinung abgehoben, gelegentlich aber mit ihnen identifiziert.

## Definitionen
Der Duden definiert öffentliche Meinung als „im Bewusstsein der Allgemeinheit [vor]herrschende Auffassungen hinsichtlich bestimmter [politischer] Sachverhalte“. Das Fischer Lexikon Publizistik/Massenkommunikation enthält die Definition Elisabeth Noelle-Neumanns: „Wertgeladene, insbesondere moralisch aufgeladene Meinungen und Verhaltensweisen …, die man öffentlich zeigen muss, wenn man sich sich nicht isolieren will …“. Das Politiklexikon von Klaus Schubert und Martina Klein, das von der Bundeszentrale für politische Bildung verlinkt wird, definiert öffentliche Meinung als Sammelbezeichnung für die „empirisch erhobene Meinung oder Einstellung und die publizierte Sichtweise der Einstellung (auch veröffentlichte Meinung, da sie durch die professionell geschulte Journalistik gefiltert ist).“ Der Begriff werde oft zur Verallgemeinerung und Unterstützung der eigenen (partei- und interessen-)politischen Einstellung oder Sichtweisen verwendet. Ulrich Sarcinelli definiert im Handwörterbuch des Politischen Systems der Bundesrepublik Deutschland: „Öffentlich im politischen Sinne wird etwas vor allem dann, wenn es mit der 'res publica' zu tun hat, wenn es um die Sache aller geht. Von demokratischer Öffentlichkeit ist schließlich zu sprechen, wenn Öffentlichkeit Transparenz herstellt, Diskursivität über Themen, Meinungen und Überzeugungen ermöglicht und Orientierung in der Meinungsvielfalt bietet.“
Der in die deutsche Sprache im achtzehnten Jahrhundert eingeführte politische Begriff öffentliche Meinung wurde nach Uwe Andersen / Wichard Woyke „zunächst als Waffe im Kampf des erstarkenden Bürgertums um die Ausweitung seiner Rechte verwendet, schließlich aber auch als Waffe zum Schutz der Privilegien des Bürgertums gegenüber den Beteiligungsansprüchen der nichtbürgerlichen Schichten“. Dabei hätten sich in den europäischen Demokratien durchaus unterschiedliche Traditionslinien herausgebildet. In Frankreich die Vorstellung mit der Theorie der „volonté générale“, in England der Gedanke eines „government by public opinion“ im Kampf gegen eine Herrschaft der „volonté générale“. Im Französischen „opinion publique“ würde die Idee von der Etablierung der Regierungsgewalt durch die Öffentlichkeit mitschwingen, während im Angelsächsischen „public opinion“ sich damit zufriedengibt, sie zu kontrollieren (E. Fraenkel 1991). Dem kontinentaleuropäischen Partizipationsideal stehe „die lange englische Machtbegrenzungstradition einer parlamentarisierten Monarchie gegenüber. Skeptische Einschätzungen zur öffentlichen Meinung gewannen allerdings sowohl in Frankreich als auch in England an Boden, als die bürgerliche Öffentlichkeit ihre Exklusivität verlor und sich auch innerhalb des Bürgertums eine zunehmende Interessenheterogenität ausbildete.“
In Deutschland bestehe aufgrund der verspäteten Demokratieentwicklung des 19. und 20. Jahrhunderts dagegen eine Reserve sowie auch Abscheu gegenüber diesem Begriff: „Nicht aus Beobachtung und Erfahrung gewonnene Vorstellungen von öffentlicher Meinung, sondern ein idealisiertes normatives oder auch technokratisches Verständnis fanden lange Zeit staatstheoretisches Interesse. Danach konstituiert sich die öffentliche Meinung aus politisch informierten, selbständig und rational urteilenden Bürgern und begreift sich als ‚Korrelat von Herrschaft‘, das kritisch auf diese einwirkt“ (Noelle-Neumann 1989).

## Volkswille
Öffentliche Meinung wird oft analog zum Volkswillen verstanden: Das Politiklexikon von Klaus Schubert und Martina Klein, das von der Bundeszentrale für politische Bildung verlinkt wird, definiert Volkswille als unklaren Begriff, der in zwei Richtungen gedeutet werden kann. Es bezeichnet „eine kollektive Meinungsäußerung, die insofern messbar ist, als ihr eine Mehrheit individueller Meinungen zugrunde liegt (empirischer Volkswille)“ sowie die politische Überzeugung, „dass ein objektives Gesamtinteresse angegeben werden kann (hypothetischer Volkswille)“. Dieser Interpretation lägen in der Regel unrealistische „Vorstellungen von umfassender Homogenität und gesellschaftlicher Harmonie zugrunde“.

## Geschichte
In den freien antiken Stadtstaaten Kleinasiens, Griechenlands und in Rom äußerten die Vollbürger ihre Meinungen öffentlich auf dem Marktplatz (griechisch: agorá, lateinisch: Forum) in Volksversammlungen und Volksgerichten (Attische Demokratie).
Frühe Massenmedien waren nach der Erfindung des Buchdrucks mit beweglichen Lettern bereits zur Zeit der Reformation verfügbar z. B. in Form von Flugblättern. Im 18. und 19. Jahrhundert kamen zudem die Zeitungen (Intelligenzblätter) und das Theater auf, im 20. Jahrhundert der Film, der Hörfunk, das Fernsehen und mit der elektronischen Revolution das Internet. Die ganze Zeit über bestand und wirkte auch der Buchmarkt.
Im neuzeitlichen Europa verdichtete sich die öffentliche Meinung im heutigen Sinn im 18. Jahrhundert als Meinungsmarkt und dann als eine Waffe des aufsteigenden Bürgertums, somit als neue Form der politischen Autorität, die letztlich das Meinungsmonopol der absolutistischen Regierungen und des in einem Staat jeweils ein Religionsmonopol ausübenden Klerus brach. Der erste Nachweis des Begriffs öffentliche Meinung in deutscher Sprache findet sich 1712 in der Übersetzung einer lateinischen Schrift von Christian Thomasius über die Hexenprozesse, worin der lateinische Begriff Persuasio publica mit öffentlicher Meinung übersetzt wird.
In Frankreich wurde von Jean-Jacques Rousseau in seinem Discours sur les Sciences et les Arts 1750 erstmals von „opinion publique“ gesprochen, allerdings in einem kritischen Sinne gegen die veröffentlichte Meinung, die die Tugend zerstöre. Die „opinion publique“ sei dagegen, so Jürgen Habermas, in Rousseaus Volonté générale „eher ein Konsensus der Herzen als der Argumente“. Im Englischen entstammt der Begriff „public opinion“ wie im Französischen der bloßen „opinion“, Meinung. Der Übergang zur öffentlichen Meinung vollzieht sich dort aber über die Zwischenstufen des „public spirit“ und der „general opinion“. Für 1781 ist „public opinion“ erstmals belegt. Michael Th. Greven hat zudem an Franz von Holtzendorff als „frühen Theoretiker der ,öffentlichen Meinung‘“ erinnert und dabei indirekt darauf aufmerksam machen wollen, dass schon etablierten Klassikern wie Holtzendorff wie später auch angehenden Klassikern zum Thema (wie beispielsweise Ferdinand Tönnies, Walter Lippmann oder Reinhart Koselleck) in Habermas’ thematisch einschlägig gewordener Habilitationsschrift Strukturwandel der Öffentlichkeit (1962) eine allenfalls marginale Rolle zukam, wiewohl beider, Holtzendorffs und Habermas’, „Optimismus über die heilsame Wirkmächtigkeit der öffentlichen Meinung“ sich durchaus in der „Erwartung“ getroffen habe, „dass angesichts der Möglichkeiten politischer Bildung noch nicht alles verloren sei“.
Mit der erweiterten Öffentlichkeit durch die Arbeiterbewegung („proletarische Öffentlichkeit“) und der zunehmenden Demokratisierung gewann die öffentliche Meinung weiter an politischem Gewicht. Von Anfang an vermochten dabei kirchlich oder staatlich unterdrückte Meinungsführer, sich bahnbrechende Teilöffentlichkeiten zu schaffen (z. B. in der Reformation durch Flugblätter, im 19. Jahrhundert durch Broschüren).

## Wissenschaftliche Behandlung

### Soziologische Aspekte
Die Soziologie hat in Deutschland bedeutende Analysen der öffentlichen Meinung vorgelegt, so 1922 bahnbrechend Ferdinand Tönnies, 1962 die (formal politikwissenschaftliche Habilitationsschrift) von Jürgen Habermas sowie 1972 Oskar Negt und Alexander Kluge. Außerdem befassen sich Kommunikationssoziologie, politische Soziologie und andere Bereiche der soziologischen Forschung mit zahlreichen Einzelfragen zum Thema. Ein Klassiker des Themas wie Walter Lippmanns Public Opinion (ebenfalls 1922) wird nach Neuauflage im Deutschen erst langsam wieder zur Kenntnis genommen.
Auch im Rahmen der Politikwissenschaft und in der Absatzforschung (Werbeforschung) der Betriebswirtschaftslehre, dazu in der Literatur- und Medienwissenschaft finden sich einschlägige Forschungsergebnisse. Auch die Volkskunde arbeitet zur öffentlichen Meinung, da sie sich mit dem verwandten Thema des Volksmundes und der Kolportage befasst.
Gegenwärtig lassen sich in den Wissenschaften zur Hauptsache drei verschiedene Auffassungen der „öffentliche Meinung“ zusammenfassen:
1. Soziologisch-analytischer Begriff der Öffentlichen Meinung. Dieser Ansatz rührt ursprünglich von Ferdinand Tönnies (Kritik der öffentlichen Meinung, 1922) her und nimmt die „öffentliche Meinung“ als die mentale Dimension (neben der politischen und der wirtschaftlichen Dimension) des Zusammenhalts neuzeitlicher „Gesellschaften“ an. Die „öffentliche Meinung“ reicht hier von den fest etablierten Urteilen (z. B. der Wissenschaft) über die sich langsam wandelnden Urteilsstrukturen (z. B. den herrschenden Meinungen in den Medien) bis zu den leicht veränderbaren Urteilen (wie sie sich z. B. in umlaufenden Gerüchten zeigen). Sie sind sämtlich typisch für Epochen, in denen die sozialen Akteure alle sozialen Institutionen als Zweckinstitutionen auffassen, die man benutzt, solange es dem Einzelnen nützt. (Das Gegenteil zu dieser Auffassung von Institutionen wäre der allgemeine soziale Zusammenhalt dadurch, dass die Akteure sich den Institutionen unterordnen, sie also nicht als Mittel, sondern als höhere Zwecke verstehen. Bei Tönnies sind dies die „Gemeinschaften“, in denen die mentale Dimension an der Stelle der „öffentlichen Meinung“ die Gestalt des Glaubens, also der „Religion“ annimmt.)[22]
2. Staatswissenschaftlicher und sozialphilosophischer Begriff der öffentlichen Meinung. Diese Auffassung hat normative Züge und entstammt oft den Rechts- und Staatswissenschaft und der Sozialphilosophie und wird auch von Politikwissenschaftlern vertreten. Dabei werden bestimmte Anforderungen an die Träger der öffentlichen Meinung (beispielsweise ihre Informiertheit oder Bildung), ihre Gegenstände (in der Regel Gemeinwohlbezogenheit), oder ihr Zustandekommen (z. B. rationaler Diskurs) gestellt.[23] Normativ (deontologisch) ist diese Auffassung deshalb, weil sie sich unter anderem mit der Frage beschäftigt, wie öffentliche Meinung beschaffen sein solle, was mit dem Begriff der öffentlichen Meinung bezeichnet werden soll. Ein bekannter Vertreter dieser Auffassung ist Jürgen Habermas.[24]
3. Öffentliche Meinung als Gegenstand und Ergebnis von Meinungsumfragen. Diese Auffassung bezeichnet als öffentliche Meinung die Meinungen, Einstellungen und Verhaltensweisen der Menschen in einer Gesellschaft. Dabei wird gelegentlich auch auf eine Mehrheit oder einen bestimmten Grad der Übereinstimmung der Meinungen abgehoben.[25]

Von der Demoskopie her kommend, hat namentlich Elisabeth Noelle-Neumann einen eigenen sozialpsychologischen Ansatz zur Theorie der öffentlichen Meinung vorgelegt. Sie definiert „öffentliche Meinung“ folgendermaßen: „Unter öffentlicher Meinung versteht man wertgeladene, insbesondere moralisch aufgeladene Meinungen und Verhaltensweisen, die man – wo es sich um festgewordene Übereinstimmung handelt, zum Beispiel Sitte, Dogma – öffentlich zeigen muß, wenn man sich nicht isolieren will; oder bei im Wandel begriffenem ‚flüssigen‘ […] Zustand öffentlich zeigen kann, ohne sich zu isolieren.“ Ein Teil der Theorie der öffentlichen Meinung ist das Konzept der Schweigespirale, das Meinungsänderungen im Kollektiv bei emotional aufgeladenen Konflikten erklärt. Noelles Theorie der öffentlichen Meinung wird auch als Integrationskonzept bezeichnet, weil die Funktion der öffentlichen Meinung in diesem Ansatz die Integration der Gesellschaft ist. Es handelt sich um eine empirisch-analytische Theorie menschlichen Zusammenlebens, die durch empirische Sozialforschung überprüft werden kann (auch wenn das praktisch sehr schwierig ist).

### Politikwissenschaftliche Aspekte
David Hume schrieb der öffentlichen Meinung eine sehr weitgehende politische Relevanz zu: 

„Nichts erscheint erstaunlicher als die Leichtigkeit, mit der die Vielen von den Wenigen regiert werden… Wenn wir untersuchen, wodurch dieses Wunder bewirkt wird, finden wir, dass… die Regierenden sich auf nichts anderes stützen können als auf Meinung.“

Die öffentliche Meinung ist durch ihre Motivations-, Legitimations- und Kontrollfunktion jedenfalls ein wichtiger Faktor im politischen Geschehen. Daher hängt die Herrschaft über die öffentliche Meinung in hohem Maße mit der Art des politischen Systems zusammen. In autoritären Systemen wird typischerweise versucht, die öffentliche Meinung zentral zu lenken: etwa aus rein machtpolitischen Gründen oder weil die Herrschenden sich im Besitz religiöser oder säkularer Wahrheiten glauben. In freiheitlichen Staaten wird die freie Meinungsbildung rechtlich gewährleistet. Doch 

„vollzieht sich die Bildung der öffentlichen Meinung in einem vielfältig strukturierten Prozess, in dem die Gewichtigkeit der Meinungen und damit auch die Macht über die öffentliche Meinung sehr unterschiedlich verteilt ist.“

In diesem Prozess der Bildung öffentlicher Meinung haben die Redaktionen von Massenmedien, aber auch Kirchen, weltliche Verbände, prominente Politiker und andere „Sinn- und Weltbildproduzenten“ als Stichwortgeber und Stimmkraftverstärker eine zwar hervorgehobene Bedeutung, aber wegen ihrer wechselseitigen Konkurrenzen spielen sie eine gemäßigte und kontrollierte Rolle im politischen Geschehen.

Die durch diese Kräfte mitbestimmte öffentliche Meinung übt einen „Konformitätsdruck“ aus: Wichtige Gründe dafür, nicht nur der herrschenden Moral, sondern überhaupt der öffentlichen Meinung zu folgen, „sind das elementare Bedürfnis nach Orientierungsgewißheit und… der Antrieb, psychisch belastende Dissonanzen zwischen den eigenen Überzeugungen und den in der Umwelt vorgefundenen Vorstellungen abzubauen, also nicht ständig in Widerspruch zu den Auffassungen zu leben, die einen umgeben.“ Auf diese Weise bestimmt die öffentliche Meinung insbesondere darüber mit, was mit der „political correctness“ vereinbar ist. Wer deren Schranken durchbricht, hat zwar 

„kein Ketzergericht zu fürchten, aber er ist allen möglichen Verdrießlichkeiten und täglichen Verfolgungen ausgesetzt. Die politische Laufbahn ist ihm verschlossen“

## Zitate
„Wer die öffentliche Meinung nicht zu verachten versteht, wird es nie zu Großem bringen.“

„Es gibt keine allgemein akzeptierte Definition für öffentliche Meinung. Dennoch nimmt der Gebrauch dieses Begriffs immer mehr zu […]. Versuche, den Begriff präzise zu definieren, haben zu solchen frustrierenden Feststellungen geführt wie: Öffentliche Meinung ist keine Bezeichnung für irgend etwas, sondern eine Klassifizierung für mehrere Irgend-etwas.“

„Ferdinand Tönnies hat aufgedeckt, dass die öffentliche Meinung in gesellschaftlichen Strukturbeziehungen jener regulierenden Kraft entspricht, die in gemeinschaftlichen Lebenszusammenhängen die Religion wahrnimmt. […] Die Öffentliche Meinung ist die Religion der Neuzeit.“

„Die öffentliche Meinung ist eine Ansicht, der es an Einsicht mangelt.“